# Pullin' Me Back
Pullin' Me Back è il primo singolo del rapper statunitense Chingy estratto dall'album "Hoodstar". È stato prodotto da Jermaine Dupri e vi ha partecipato il cantante R&B Tyrese.

## Informazioni
La canzone ha raggiunto la posizione n.9 nella classifica Billboard Hot 100, diventando così il quarto singolo di Chingy ad entrare in Top 10 in tale classifica. Ha invece raggiunto la posizione n.1 nella classifica Hot R&B/Hip-Hop Songs e la n.3 nella classifica della rete televisiva BET BET's Top 100 Songs of 2006.
Il testo è stato scritto dagli stessi Chingy e Jermaine Dupri, più da B. Morgan, J. Pastorious e J. Phillips.
Il videoclip è rimasto per ben 65 giorni nella classifica 106 & Park.
Pullin' Me Back campiona il brano Portrait of Tracy di Jaco Pastorius.

## Posizioni in classifica
| Chart (2006)                          | Posizione massima |
| ------------------------------------- | ----------------- |
| Billboard Hot 100 (USA)               | 9                 |
| Billboard Hot 100 Airplay             | 1                 |
| Billboard Hot R&B/Hip-Hop Songs (USA) | 1 (2 settimane)   |
| Billboard Hot Rap Tracks (USA)        | 1 (9 settimane)   |
| Official Singles Chart (UK)           | 44                |
| Irish Singles Chart (Irlanda)         | 50                |
| Australian Top 50 (Australia)         | 35                |
| New Zealand Top 40 (Nuova Zelanda)    | 15                |